# Kustaanlinnanpuisto
Le parc du château de Gustave  (finnois : Kustaanlinnanpuisto) est un parc du quartier d'Hietalahti à  Vaasa en Finlande.

## Le parc de Kustaanlinna
Kustaanlinnanpuisto est une zone naturelle de la zone maritime ou l'on peut voir l'effet du   soulèvement des terres. 
Le parc est une zone naturelle populaire où les écureuils et les oiseaux prospèrent. 
Des sculptures en bois sur le thème des animaux sont érigées dans le parc.

## La plage de Kustaanlinna
Le parc Kustaanlinnanpuisto a une plage de sable fin de 50 mètres de long dont l'eau s'approfondit lentement, ce qui rend la plage adaptée aux enfants. 
La profondeur de l'eau est encore inférieure à deux mètres à 25 mètres du rivage. 
Le fond marin est un mélange de sable et de gravier.
La plage est entourée d'une petite forêt.
La plage se trouve à côté d'une piste cyclable non goudronnée longeant le littoral de la ville de Vaasa. 
Il y a une aire de stationnement à environ 250 mètres de la plage.
Les chiens ne sont pas autorisés sur la plage.